# سگمنت آ
سگمنت آ (به انگلیسی: A-segment) یا بخش آ، رده‌ای در سامانه کلاس‌بندی خودروهای سواری است که از سوی کمیسیون اروپا تعریف شده‌است. این رده برای خودروهای شهری (به انگلیسی: City car) که کوچک‌ترین ردهٔ شناخته‌شدهٔ خودروهای سواری هستند، به کار می‌رود. در اروپا اصطلاح خودروی شهری نیز برای اشاره به این خودروها کاربرد دارد.

## آمار فروش

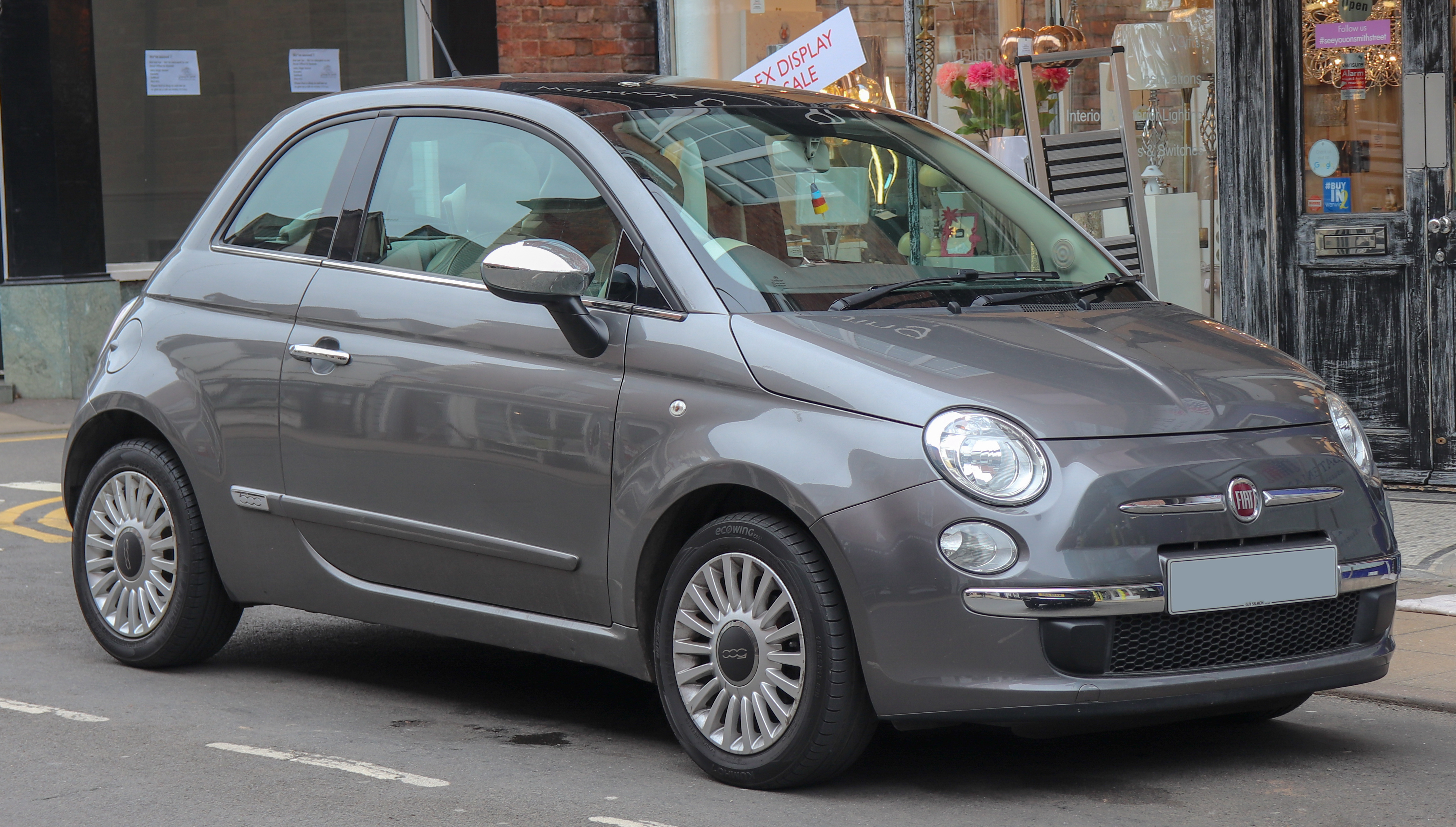
عکس مربوط به یک فروند 2010 Fiat 500 Lounge 1.2

خودروهای سگمنت آ در ایالات متحده آمریکا ۰٫۸٪ از بازار را به خود اختصاص داده‌اند و این بخش از بازار تحت تسلط خودروهای مینی و فیات ۵۰۰ است.
در گذشته، خودروهای سگمنت آ در هند بالاترین میزان فروش را داشته‌اند. با این حال، فروش این خودروها در سال‌های گذشته در این کشور رو به کاهش بوده‌است، به‌طوری که فروش ماهانه ۷۰٬۰۰۰ دستگاه در سال ۲۰۱۴، به ۴۷٬۰۰۰ دستگاه در ماه، در سال ۲۰۱۶ رسیده‌است.
در نیمهٔ نخست سال ۲۰۱۸، سهم فروش خودروهای سگمنت آ از بازار خودروی ایتالیا برابر با ۱۴٫۹٪ درصد بوده‌است.

## مدل‌های کنونی
در میان خودروهای سگمنت آ، پنج خودروی برتر از نظر میزان فروش در اروپا عبارتند از فیات ۵۰۰، فیات پاندا، فولکس‌واگن آپ!، تویوتا آیگو و رنو توئینگو.

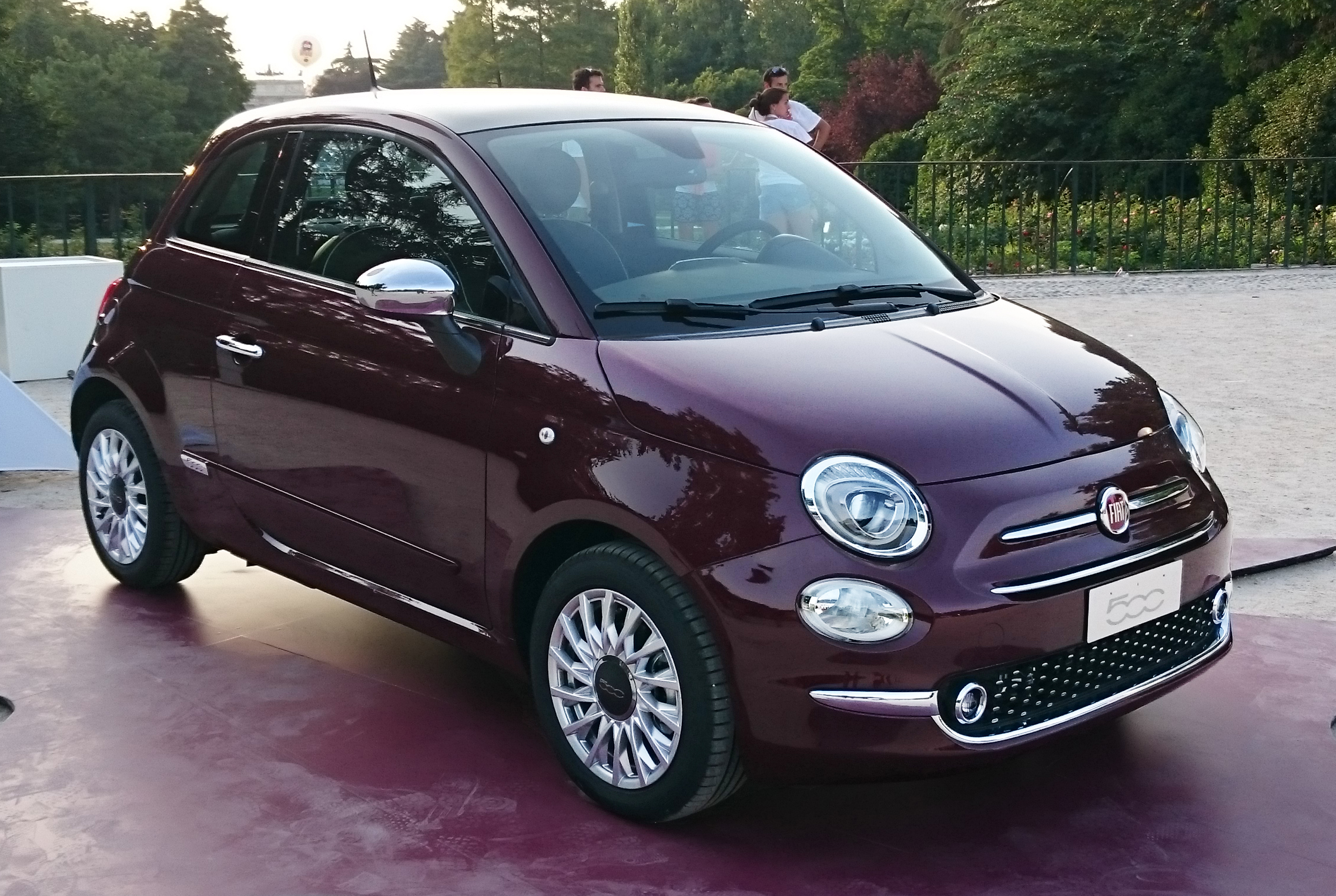
فیات ۵۰۰ لهستان (۲۰۰۷–اکنون)
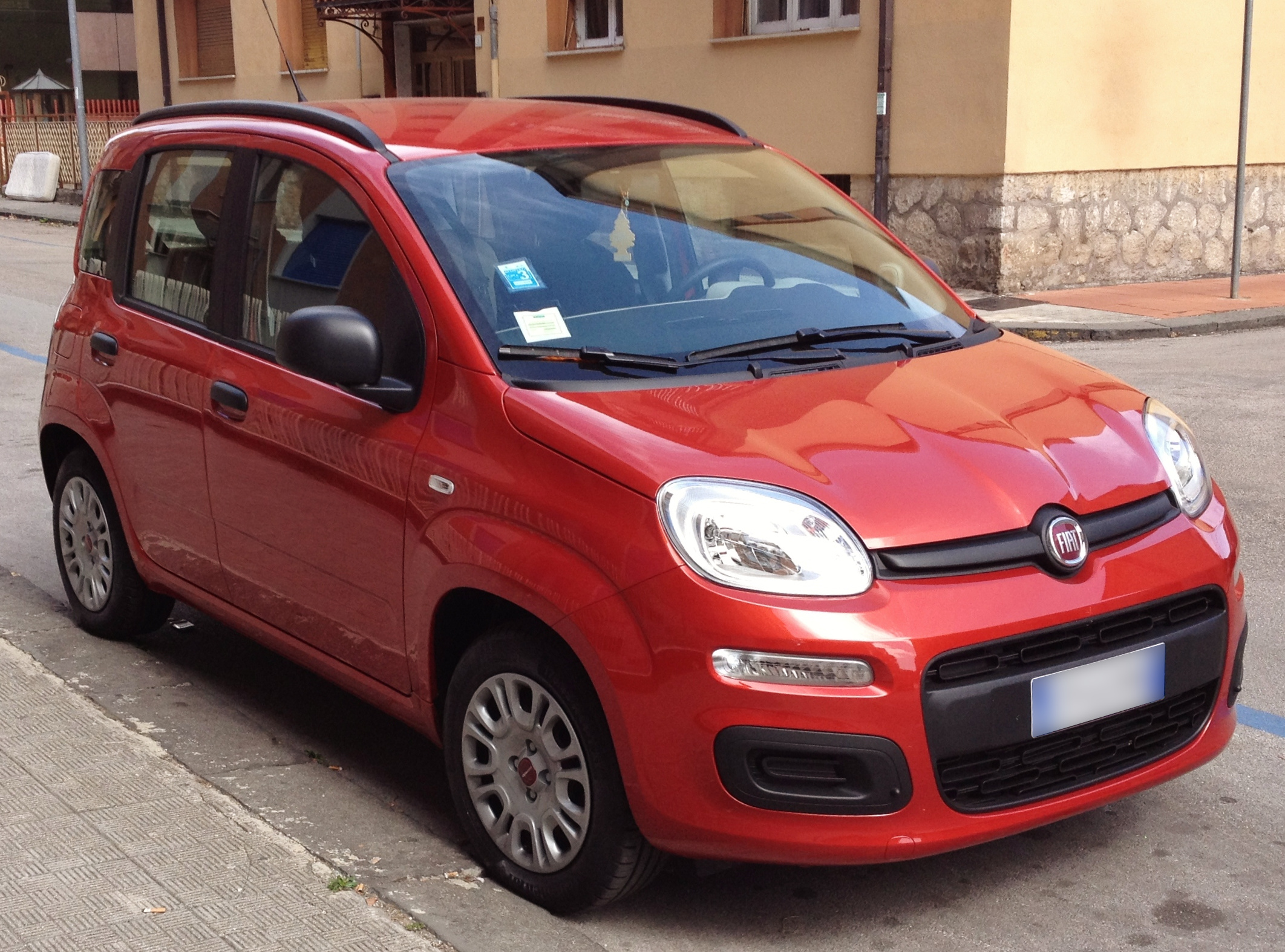
فیات پاندا ایتالیا (۱۹۸۰–اکنون)
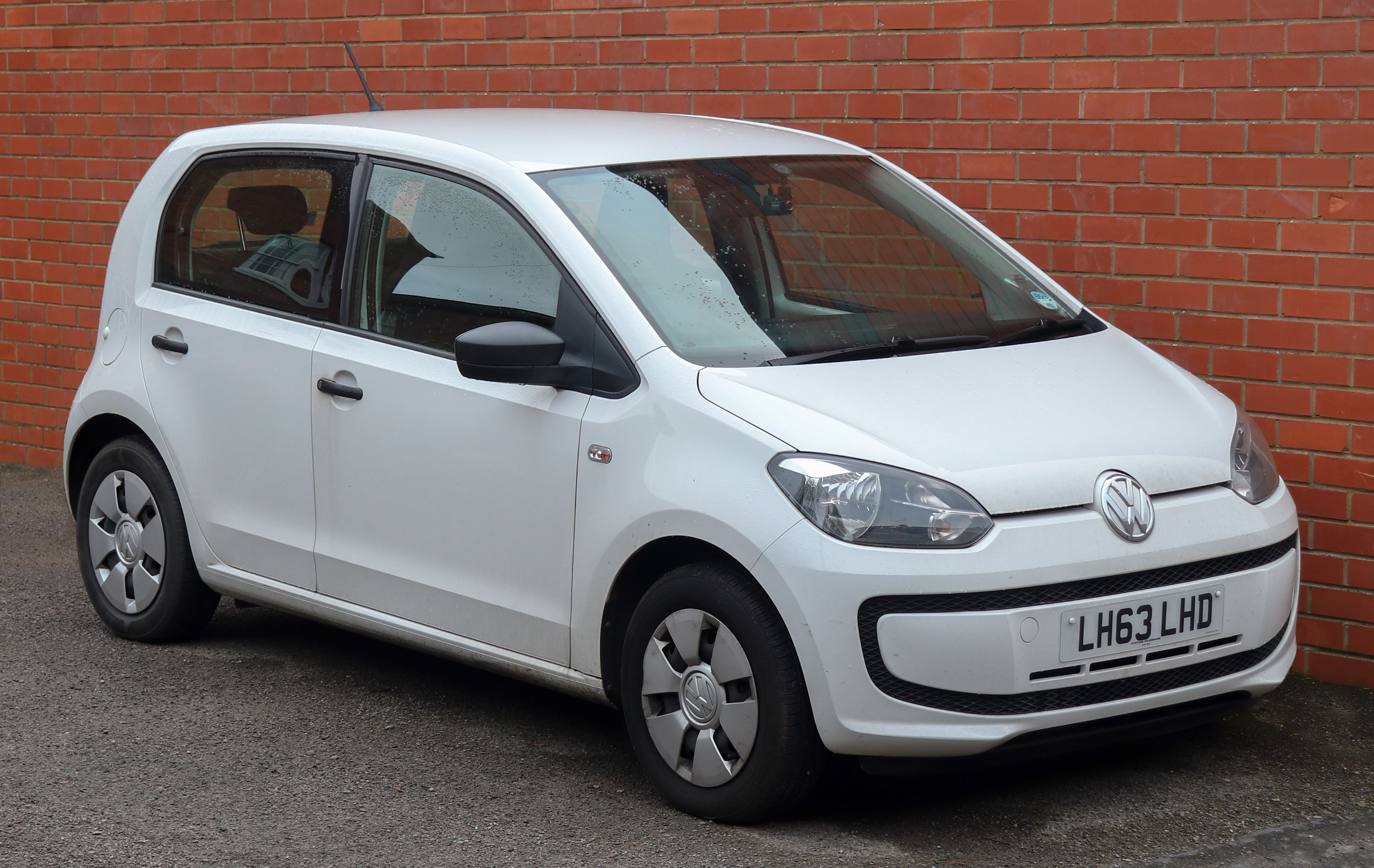
فولکس‌واگن آپ! اسلوواکی (۲۰۱۱–اکنون)
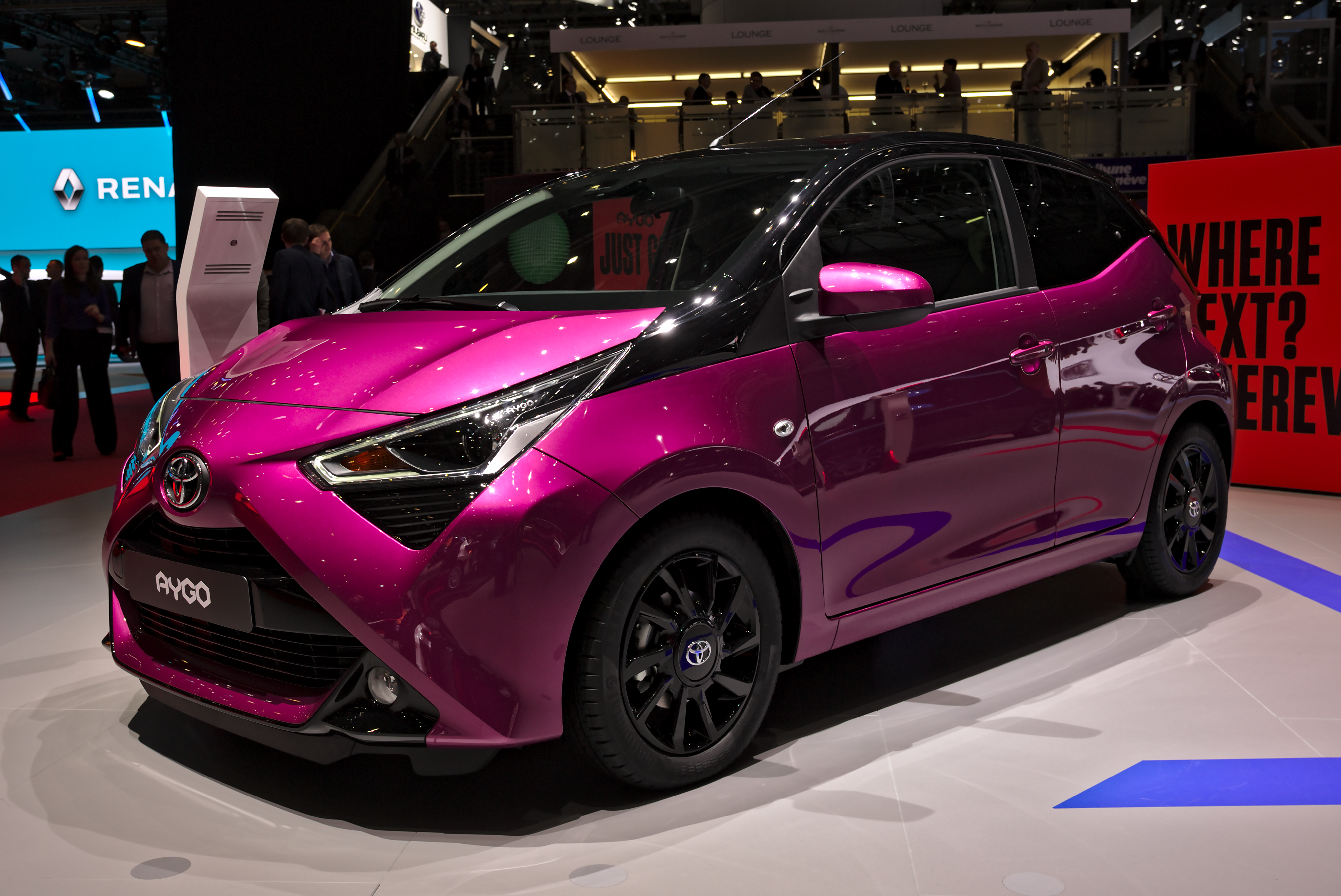
تویوتا آیگو جمهوری چک (۲۰۰۵–اکنون)
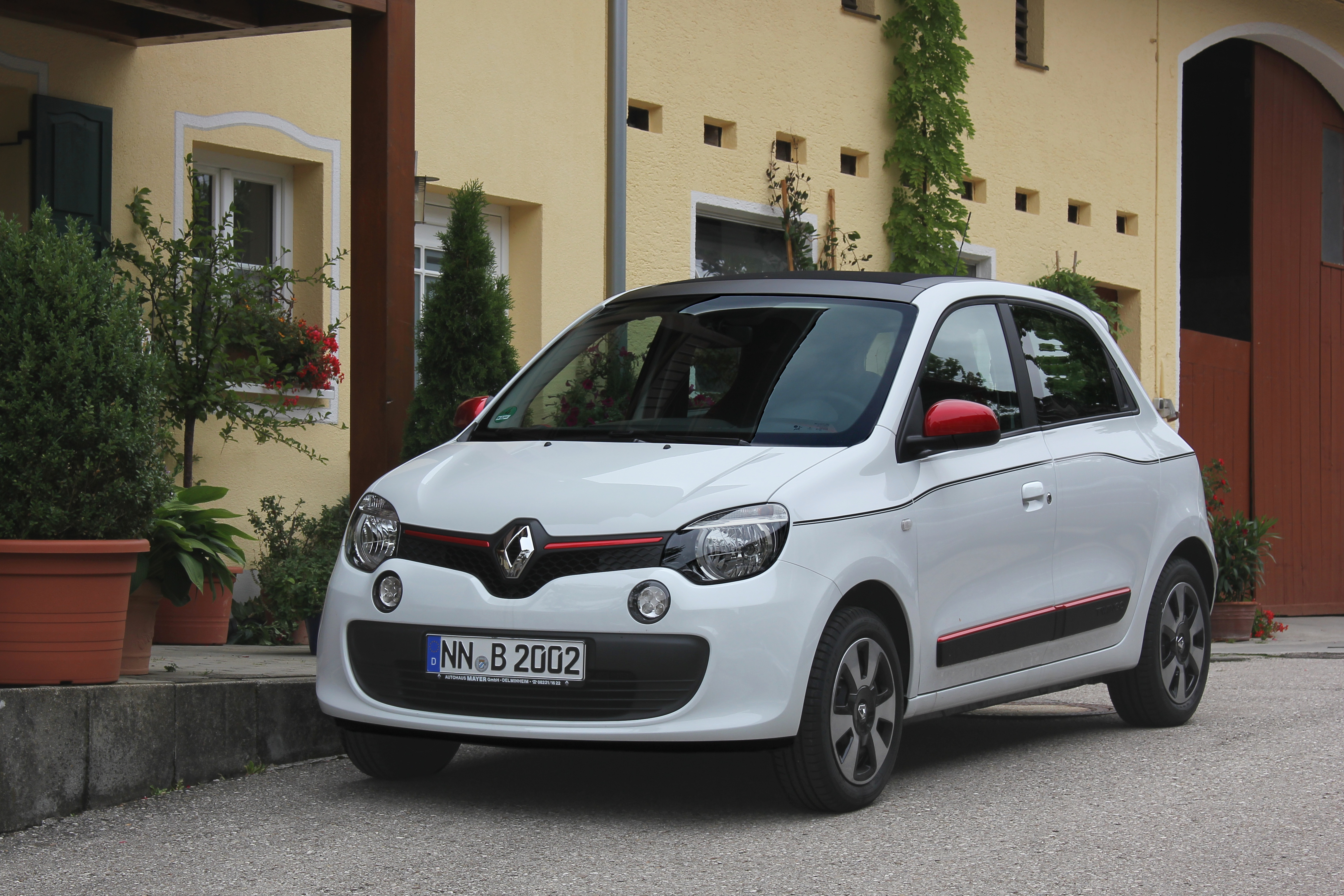
رنو توئینگو
اسلوونی (۱۹۹۲–اکنون)